# Tommy Ahlers
Tommy Ahlers (ur. 18 listopada 1975 w Kopenhadze) – duński przedsiębiorca i polityk, od 2018 do 2019 minister szkolnictwa wyższego i nauki.

## Życiorys
W 2000 ukończył studia prawnicze na Uniwersytecie Kopenhaskim. W latach 2001–2005 pracował jako konsultant w McKinsey & Company. Później zajął się własną działalnością biznesową w sektorze nowych technologii. W 2005 założył mobilny serwis społecznościowy ZYB, sprzedany w 2008 koncernowi Vodafone. Później był dyrektorem zarządzającym w Wayfinder Systems, dyrektorem generalnym w Podio i wiceprezesem w Citrix Systems. Występował jako inwestor w Løvens Hule, duńskiej wersji programu telewizyjnego Dragons’ Den.
Działacz liberalnej partii Venstre, był też kandydatem na posła z ramienia Konserwatywnej Partii Ludowej. W maju 2018 z rekomendacji pierwszego z tych ugrupowań dołączył do rządu Larsa Løkke Rasmussena. Zastąpił Sørena Pinda na stanowisku ministra szkolnictwa wyższego i nauki.
W wyborach w 2019 z listy liberałów uzyskał mandat posła do Folketingetu. W czerwcu 2019 zakończył pełnienie funkcji ministra. W 2021 zrezygnował z zasiadania w parlamencie.

## Życie prywatne
W 2012 rozwiódł się z żoną, z którą ma dwójkę dzieci. W sierpniu 2018 dokonał coming outu jako biseksualista.